# Marek Świdziński
Marek Rafał Świdziński (ur. 23 kwietnia 1949 w Warszawie) – polski językoznawca, gramatyk formalny, profesor doktor habilitowany nauk humanistycznych.

## Życiorys
Syn Kazimierza (1907–1980), inżyniera konstruktora, m.in. budowniczego Sejmu i Teatru Wielkiego w Warszawie, i Ireny z Kozłowiczów (1913–1958), prawniczki. Biografia Kazimierza Świdzińskiego ma się ukazać w „Polskim Słowniku Biograficznym” PAN. Od urodzenia mieszka w Warszawie; od 1955 – na Mokotowie.
W latach 1962–1966 był uczniem VI Liceum Ogólnokształcącego im. Tadeusza Reytana w Warszawie w klasie z językiem łacińskim, w którym uzyskał maturę (1966). W 1966 rozpoczął studia na Wydziale Polonistyki Uniwersytetu Warszawskiego. Był jednym z założycieli studenckiego koła językoznawczego, z którego wyrosła grupa współczesnych lingwistów pracujących w różnych ośrodkach akademickich. Jeszcze jako student propagował w środowisku uniwersyteckim koncepcje formalnego opisu języków naturalnych Noama Chomsky’ego. Problematyce lingwistyki formalnej i informatycznej pozostał wierny po dziś dzień. Studiował również w Uniwersytecie Południowej Florydy (1975) oraz w Uniwersytecie w Pizie (1977).

## Praca naukowa
W maju 1971 obronił pracę magisterską, przygotowaną pod kierunkiem doc. dr hab. Haliny Kurkowskiej. Od października 1971 pracuje w Katedrze (dziś – Instytucie) Języka Polskiego UW. Przez wiele lat był kierownikiem Zakładu Językoznawstwa Komputerowego. W 1977 obronił pracę doktorską, w której przedstawił własną teorię semantyczną konstrukcji z pytaniem zależnym w polszczyźnie. Promotorem pracy była doc. dr hab. Jadwiga Puzynina.
Po doktoracie zajął się, we współpracy z zespołem językoznawców i informatyków, zdyscyplinowanym opisem składni polskiej (Zygmunt Saloni, Marek Świdziński, „Składnia współczesnego języka polskiego”, Warszawa 1981, 1983, 1986, 1998, 2001). Doktorem habilitowanym został w 1989 na podstawie rozprawy „Gramatyka formalna języka polskiego” (wydanej w Warszawie w 1992). W 1991 uzyskał stanowisko profesora, w 1998 tytuł profesora, a od 2003 jest profesorem zwyczajnym.
W Uniwersytecie Warszawskim prowadzi wykłady z gramatyki polskiej, podstaw językoznawstwa, gramatyk formalnych, problemów komunikacji językowej Głuchych, poezji lingwistycznej. Był promotorem kilkudziesięciu prac magisterskich i 3 doktorskich (w tym jednej w Uniwersytecie w Tybindze). W 1991 stworzył Zakład Językoznawstwa Komputerowego, organizując na polonistyce dydaktykę informatyki praktycznej dla humanistów. Równolegle rozwijał prace nad automatyczną analizą tekstów polskich. Od 1996 zorganizowany przez niego zespół zajmuje się, po raz pierwszy w historii, opisem polskiego języka migowego, ojczystego języka polskich Głuchych.
W roku akademickim 1983/1984 wykładał na Wydziale Slawistyki w Indiana University w Bloomington. Rok ten spędził w Stanach Zjednoczonych z całą rodziną. Wykłady gościnne miał też w Uniwersytecie Południowej Florydy, Uniwersytecie Illinois w Urbanie i Champaign, angielskim Uniwersytecie Montrealskim (1989) oraz Uniwersytecie w Amsterdamie (rokrocznie w latach 1991–1999).
Jest autorem 7 książek, ponad 100 artykułów naukowych, uczestnikiem kilkudziesięciu konferencji naukowych krajowych i zagranicznych. Wielokrotnie otrzymywał nagrody Rektora i Ministra za osiągnięcia dydaktyczne i naukowe. W 2017 otrzymał Nagrodę im. Jana Baudouina de Courtenay.

## Życie osobiste
11 listopada 1971 ożenił się z dr inż. Bożeną Żegzdryń. Mają dwóch synów: Mikołaja Filipa (ojca Zuzanny Saskii) oraz Marcina Stanisława.

## Działalność pozanaukowa
Dla swoich synów napisał kilkadziesiąt wierszowanych bajek, które nigdy nie były wydawane. Jest autorem kilkuset wierszy różnych gatunków. Interesuje się muzyką poważną (m.in. klasycy wiedeńscy – W.A. Mozart), poezją lingwistyczną (limeryki – ma ich ponad 1000, część została opublikowana w Holandii), historią polityczną Europy nowożytnej, etnografią południowego Podlasia, klasyczną literaturą detektywistyczną, kolejnictwem. Od 2000 jest właścicielem siedliska na południowym Podlasiu i tam spędza wolny czas.

## Wybrane publikacje

### Książki
- Składnia współczesnego języka polskiego, Warszawa 1985 (współautor)
- Formalny opis składniowy polskich zdań o składniku zdaniowym, Warszawa 1987
- Gramatyka formalna języka polskiego, Warszawa 1992
- Semantics of indirect questions in Polish, Warszawa 1993
- Własności składniowe wypowiedników polskich, Warszawa 1996
- Polish verbal negation revisited: a metamorphosis vs. HPSG account, Warszawa 1997 (współautor)

### Artykuły i rozdziały w książkach zbiorowych
- A DCG account of Polish relative constructions, w: Human Language Technologies as Challenge for Computer Science and Linguistics. Proceedings of the 3rd Language and Technology Conference, October 5-7, 2007, Poznań, Poland, Poznań 2007, s. 478-482
- A new formal definition of Polish nominal phrases, w: Aspects of Natural Language Processing, red. M. Marciniak, A. Makowiecka, Berlin 2008, s. 143-162 (współaut.: M. Woliński)
- Quaestio obliqua w polszczyźnie: spojrzenie dystrybucjonisty, w: Człowiek – słowo – świat, red. J. Chojak, T. Korpysz, K. Waszakowa, Warszawa 2010, s. 342–350
- Towards a Bank of Constituent Parse Trees for Polish, w: Text, Speech and Dialogue, 13th International Conference, TSD 2010, Brno, September 2010, Proceedings, Heidelberg 2010, s. 197–204 (współaut.: M. Woliński)
- Dwujęzyczność – zagrożenie, wyzwanie, jedyna szansa, w: 40 lat pracy z młodzieżą w OSWG przyczynkiem do rozważań na temat stanu edukacji głuchych i słabosłyszących w Polsce. Biuletyn konferencyjny, Warszawa 2010, s. 23–32